# Rödpannad parakit
Rödpannad parakit (Cyanoramphus novaezelandiae) är en fågel i familjen östpapegojor inom ordningen papegojfåglar.

## Utbredning och systematik
Rödpannad parakit delas in i fem underarter:
- Cyanoramphus novaezelandiae cyanurus – förekommer på Kermadecöarna.
- Cyanoramphus novaezelandiae novaezelandiae – förekommer på Nordön, Sydön, Stewart Island och Aucklandöarna (Nya Zeeland).
- Cyanoramphus novaezelandiae chathamensis – förekommer på Chathamöarna.
- Cyanoramphus novaezelandiae erythrotis – förekom tidigare på Macquarieön, utdöd.
- Cyanoramphus novaezelandiae hochstetteri – förekommer på Antipodöarna.

Sedan 2014 behandlar Birdlife International och naturvårdsunionen IUCN nyakaledonienparakit (C. saisseti) och norfolkparakit (C. cookii) som underarter till rödpannad parakit.

## Status
IUCN kategoriserar arten som livskraftig, men inkluderar norfolkparakit och nyakaledonienparakit i bedömningen.